# Rėda
Rėda ist ein weiblicher Vorname.

## Herkunft und Bedeutung
Rėda ist eine  Form des litauischen weiblichen Vornamens Reda.

## Namensträgerinnen
- Rėda Brandišauskienė (* 1982), Politikerin, Juristin und Vizeministerin für Umwelt